# بعرين
بعرين بلدة في منطقة مصياف التابعة لمحافظة حماة.
هي بلدة تقع في ريف حماه الغربي الجنوبي ، تقع على طريق (حمص ، مصياف) الرئيسي
وتعد اكبر بلدة في منطقة مصياف
مخدمة بالماء والكهرباء والصرف والطرق والمدارس ويوجد فيها مركز صحي ووحدة ارشادية وجمعية فلاحية ومحطة وقود ومدرسة فنون ومركز هاتف آلي ، ويرويها نبع التنور بمياه الشرب
عدد سكانها : اكثر من 20 الف نسمة
```
فيها قلعة يعود تاريخ بناءها إلى 1100 ، وتعتبر مدينة #الرفنية الأثرية من اهم الاثار فيها التي يعود تاريخها إلى (العصور الهلنستية من القرن 1 - 2 )
```

معركة بعرين :حدثت هذه المعركة سنة 1137 م وجرت أحداثها بين عماد الدين زنكي وفولك ملك مملكة بيت المقدس وانتهت بهزيمة فولك وخسارته لقلعة بعرين.